# شارل دو گل
شارل آندره ژوزف ماری دو گل (به فرانسوی: Charles André Joseph Marie de Gaulle) (۲۲ نوامبر ۱۸۹۰ – ۹ نوامبر ۱۹۷۰) معروف به ژنرال دو گل، نظامی و سیاستمدار اهل فرانسه بود که در جریان جنگ جهانی دوم رهبری فرانسه آزاد و پس از آن برای ده سال ریاست‌جمهوری فرانسه را بر عهده داشت.

## زندگی
ژنرال دوگل افسر ارتش فرانسه بود. در جنگ اول جهانی شرکت داشت و در نبرد وردون زخمی شد. در جریان جنگ جهانی دوم فرمانده نیروهای فرانسوی آزاد شد. پس از جنگ به مقام ریاست جمهوری فرانسه رسید. وی در عین حال سیاستمدار بود.
در چند دوره که رئیس‌جمهور بود فرانسه توانست از یک کشور جنگ زده به یکی از کشورهای پیشرفته جهان تبدیل شود. پایه‌گذاری سیاست خارجی مستقل فرانسه بعد از جنگ دوم در برابر فشار آمریکا حاصل سرسختی او بود. جنگ الجزایر و استقلال آن کشور از فرانسه در دوران ریاست جمهوری دوگل رخ داد.
رویدادهای مه ۱۹۶۸ او را از ادامه ریاست جمهوری منصرف کرد و تا آخر عمر در دهکده «کولومبه-له-دو-اگلیز» (Colombey-les-Deux-Églises) به نوشتن خاطرات خود مشغول بود. برخلاف بسیاری از رهبران جهان، پس از مرگ او خانواده‌اش وضع مالی مناسبی نداشتند.

## کودکی و نوجوانی

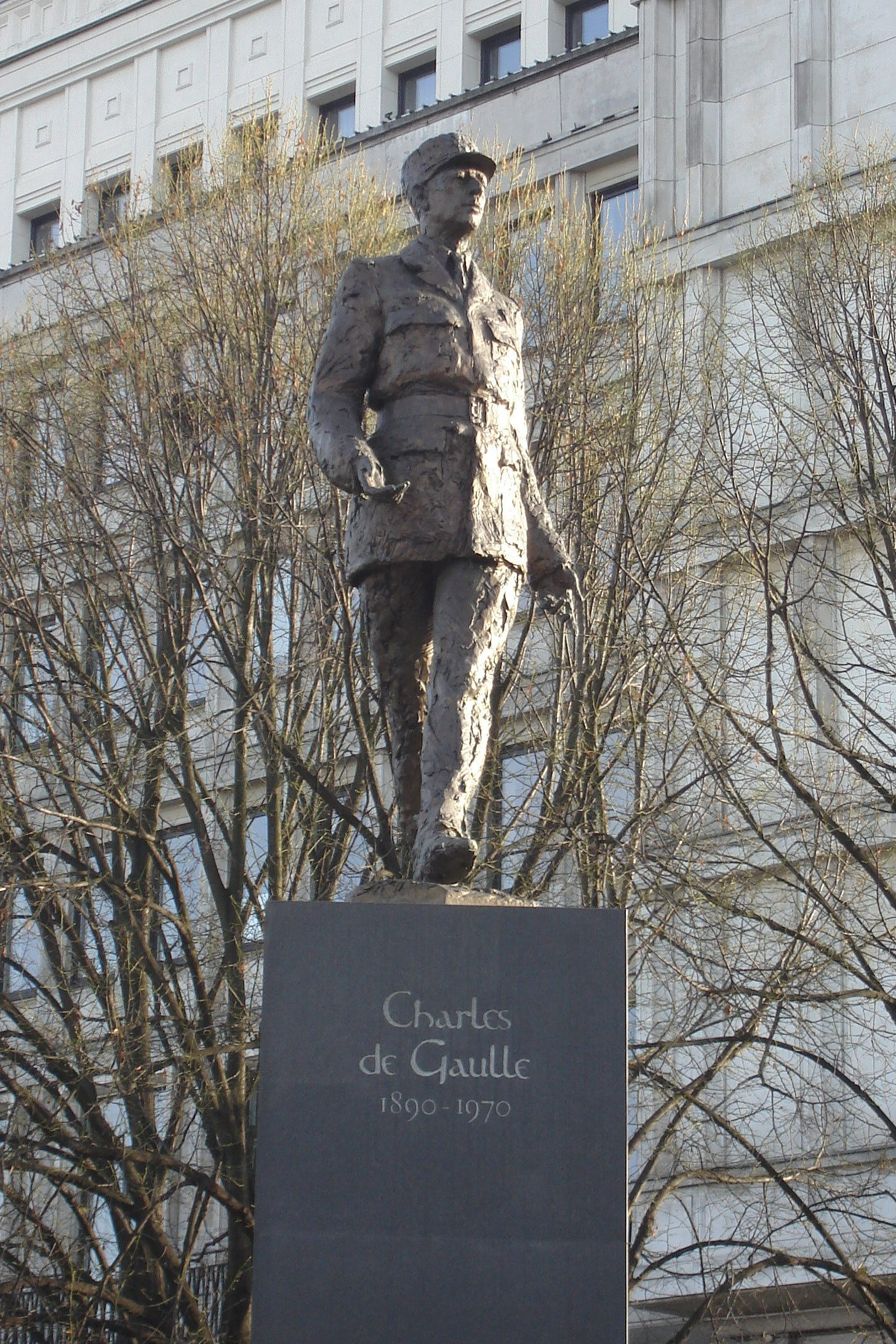
مجسمه شارل آندره ژوزف ماری دو گل در ورشو.

شارل دوگل در شهر صنعتی لیل در منطقه فلاندر فرانسه در خانواده‌ای کهن و کاتولیک به دنیا آمد. پدرش هانری دوگل استاد فلسفه و ادبیات در کالج ژزوییت بود و مدرسه خودش را تأسیس کرد. مادرش ژان میلو فرزند خانواده‌ای از صنعتگران لیل بود. خانواده دوگل سنت‌گرا، میهن‌پرست و پایبند مذهب کاتولیک بودند، با این‌حال در باورهای سیاسی هانری دوگل مردی مترقی به‌شمار می‌آمد. او فرزندانش را تشویق می‌کرد تا دربارهٔ تاریخ و فلسفه بحث کنند، شارل خیلی زود با تاریخ فرانسه آشنا شد و در ده سالگی تاریخ جنگ‌های صد ساله و یادداشتهای فروسار دربارهٔ قرون وسطی را خواند و بعد به خواندن آثار نیچه، کانت و گوته روی آورد. وقتی که شارل یازده ساله شد، خانواده‌اش به پاریس نقل مکان کردند. شارل نوجوان عادت داشت تا از برج کلیسای نوتردام بالا برود تا بتواند شهر را تماشا کند. او در کالج استانیسلاس در پاریس تحصیل کرد. علاقه او به تاریخ و باورش به عظمت فرانسه باعث شد تا وارد مدرسه نظامی سنت سیر بشود. او در ۱۹۱۲ تنها دو سال پیش از آغاز جنگ جهانی اول از این مدرسه فارغ‌التحصیل شد.

## خدمت نظامی
چند سال بعد در زمان جنگ جهانی اول مشغول به کار در ارتش گردید و سه بار مجروح شد. در نزدیکی وردن توسط آلمان‌ها اسیر گشت. پیش از رهایی سه بار اقدام به فرار کرد که هر سه بار با شکست روبه رو شد. پس از جنگ، هنگامی که از مرزهای فرانسه با خط ماژینو دفاع می‌شد، راهبرد دفاعی متمرکز را رد کرد. درستی این نظریه سال ۱۹۴۰ با عبور ورماخت از خط ماژینو و سقوط فرانسه به اثبات رسید.

## جنگ جهانی دوم
بعد از شکست و تسلیم فرانسه در جنگ جهانی دوم، دو گل روز ۱۷ ژوئن سال ۱۹۴۰ به همراه ۱۰۰٬۰۰۰ فرانک طلا که پل رینو، نخست‌وزیر فرانسه به او داده بود، به لندن فرار کرد. روز بعد از رادیو بی‌بی‌سی از هم‌وطنان خود خواست روحیه خود را از دست ندهند و در مقابل «اشغالگری آلمان» مقاومت کنند. دو گل تمامی نظامیان، مهندسان و کارگردان ماهر صنایع تسلیحات را دعوت کرد در بریتانیا به او بپیوندند. او در سخن با مردم فرانسه گفت: «هر چه اتفاق افتد (با گریه)، مقاومت فرانسه نباید از بین برود». از آن به بعد نه پشتوانه مالی قابل توجهی یافت و نه قدرت لازم. پس از چندی فرانسه ویشی او را به عنوان خیانت کار به مرگ محکوم کرد. پس از آن همواره خود را مهره برجسته یک قدرت عظیم معرفی می‌کرد و به فرماندهی نیروهای فرانسه آزاد پرداخت. به هر صورت، در ابتدای کار، با عدم برخورداری دو گل از مشروعیت چندانی، تا اواخر سال ۱۹۴۰ مجموعاً تنها ۲۶۰ افسر نیروی زمینی و دریایی، ۲۱۰۰ سرباز و ۱۷۵۰ نفر دیگر تحت امر او بودند.
علیرغم حضور وی در لندن، با سیاست‌های بریتانیا در قبال فرانسه مخالفت می‌کرد و روش خاص خود را در پیش می‌گرفت.
در سال ۱۹۴۴، در پی حملات نیروهای متفقین، به فرانسه بازگشت و به عنوان قهرمان ملی شناخته شد و با از میان رفتن حکومت ویشی، دوگل به ریاست دولت موقت جمهوری فرانسه رسید. سال ۱۹۴۶ در پی اختلاف با پارلمان بر سر بودجه نظامی برای بیش از ۱۰ سال از سیاست کناره‌گیری کرد.

## جمهوری پنجم فرانسه

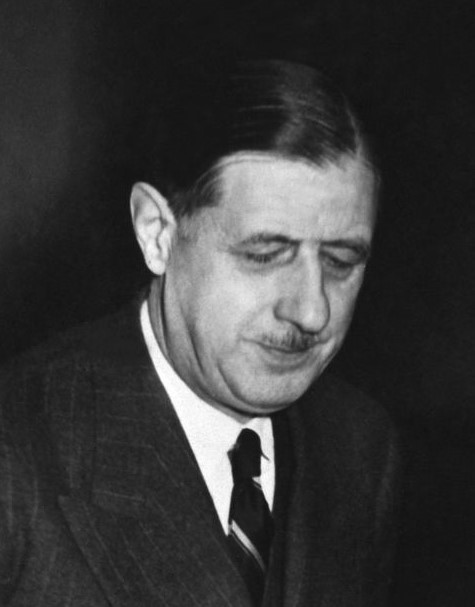
حوالی ۱۹۵۰

در سال ۱۹۵۸ شورشی عظیم در الجزایر به وقوع پیوست و خطر جنگ داخلی در فرانسه به گوش می‌رسید. دوگل به نخست‌وزیری فرانسه رسید.
در سپتامبر ۱۹۵۸ یک ساختار جدیدی را معرفی کرد که دولت طی آن از سیستم پارلمانی به ریاست جمهوری تبدیل می‌شد که مورد تأیید عموم واقع شد و شارل دوگل به عنوان اولین رئیس‌جمهور پنجمین جمهوری فرانسه انتخاب شد.
این حس که فرانسه باید از مسئولیت تسلط بر کشورهای مستعمره رهایی یابد، مدت‌ها در وجود دوگل ریشه دوانیده بود، از این رو استقلال ۱۲ کشور آفریقایی را اعلام کرد و آن‌ها در وابستگی یا عدم وابستگی اقتصادی به فرانسه آزاد گذاشت. با رهبران نظامی خود مشورت کرد و با انقلابیون الجزایر صلح کرد. پس از ریاست جمهوری دوگل سیاست خارجی مستقل خود را در پیش گرفت و پیرو آن کشور فرانسه تحت اداره او با کشورهای بلوک شرق و چین ارتباط نزدیک برقرار کرد و نیز ورود بریتانیا را به بازار مشترک اروپا وتو کرد که سبب خشم بسیاری گردید.
در نهایت پس از اعتراضات مه ۱۹۶۸ فرانسه و شکست او در رفراندوم سال ۱۹۶۹ جهت اصلاحات سیاسی استعفا کرد. او در نهایت در ۹ نوامبر ۱۹۷۰ دو هفته قبل از تولد ۸۰ سالگی‌اش در فرانسه از دنیا رفت. شارل دوگل جمله معروف «فرانسه از آن من است» را تبدیل به واقعیت کرد.

## مرگ و تشییع جنازه
در غروب 9 نوامبر 1970، دوگل که عموماً در طول زندگی خود از سلامتی خوبی برخوردار بود، هنگام تماشای اخبار از تلویزیون به طور ناگهانی بر اثر آنوریسم درگذشت.دوگل اصرار داشت که مراسم تشییع جنازه او در کلمبی(یک شهر در شمال شرقی فرانسه) برگزار شود و هیچ رئیس جمهور یا وزیری در آن شرکت نکنند، اما مقامات و سران کشور ها میخواستند برای آخرین بار به او ادای احترام کنند به همین خاطر پمپیدو رئیس جمهور وقت فرانسه مراسمی در کلیسای نوتردام ترتیب داد. 

تشییع جنازه در 12 نوامبر 1970 که بزرگترین رویداد در تاریخ فرانسه بود برگزار و عزای ملی اعلام شد. در این مراسم مقاماتی همچون پادشاه ایران محمدرضا شاه پهلوی رئیس جمهور ایالات متحده ، ریچارد نیکسون ، نخست وزیر بریتانیا ادوارد هیث ، دبیر کل سازمان ملل متحد ، یو تانت ، سیاستمدار شوروی، نیکولای پودگورنی حضور داشتند.

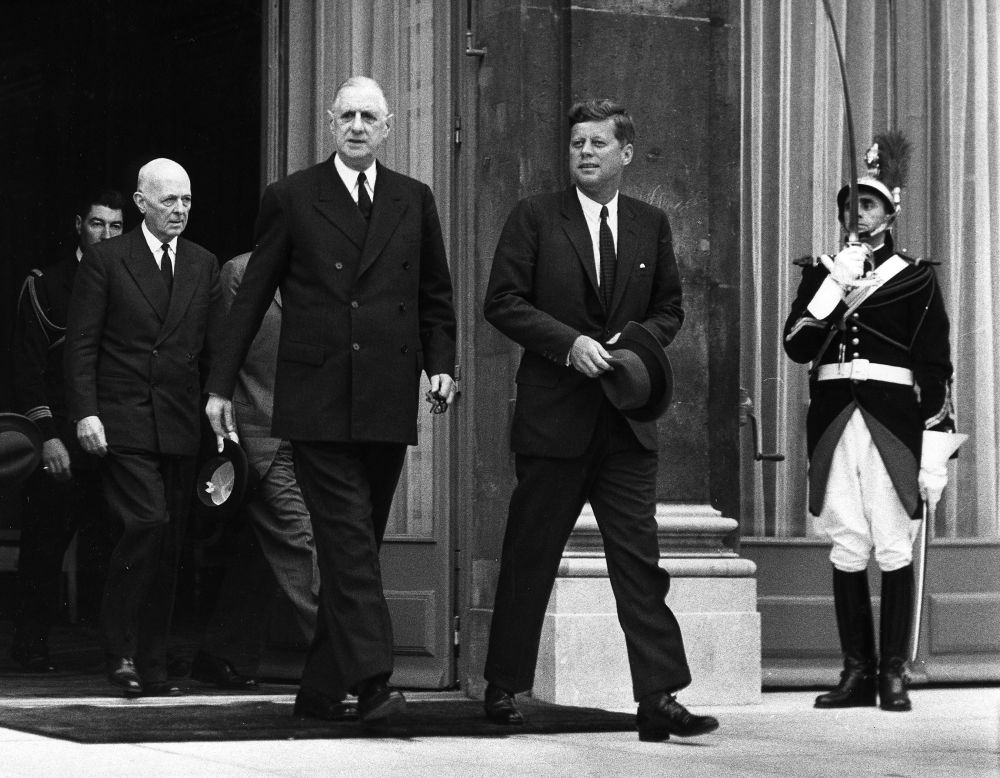
با جان اف. کندی در سال ۱۹۶۱

## سایر سمت‌ها
- فرمانده نیروهای فرانسوی آزاد ۱۹۴۴–۱۹۴۰
- رئیس حکومت موقت جمهوری فرانسه
- نخست‌وزیر فرانسه ۱۹۵۹–۱۹۵۸
- وزیر دفاع فرانسه ۱۹۵۹–۱۹۵۸

## زندگی شخصی
دو گل پیش از جنگ جهانی دوم، نام یکی از پسران خود را به افتخار فیلیپ پتن، رهبر دولت همکاری‌کننده با آلمان‌ها موسوم به فرانسه ویشی، «فیلیپ» نهاد.

## منابع

با وینستون چرچیل ۱۹۴۲